# Dieter Kühn (Fußballspieler)
Dieter Kühn (* 4. Juli 1956 in Leipzig) ist ein ehemaliger deutscher Fußballspieler. In der höchsten Spielklasse des DDR-Fußballs, der Oberliga, spielte er für den 1. FC Lokomotive Leipzig und den FC Sachsen Leipzig.

## Sportliche Laufbahn

### Gemeinschafts-, Club- und Vereinsstationen
Dieter Kühn, der wegen seiner geringen Körpergröße in der Jugend den Spitznamen Zwecke erhielt, kam als Achtjähriger zur Fußballsektion des SC Leipzig und durchlief im 1966 aus dem Sportclub ausgegründeten Fußballclub 1. FC Lokomotive Leipzig sämtliche Nachwuchsmannschaften. 1974 wurde er mit dem 1. FC Lok Meister der Juniorenoberliga. Zum Titelgewinn hatte er mit zehn Toren beigetragen. Ebenfalls 1974 gelang ihm mit 18 Jahren der Sprung ins Oberligateam der Messestädter. 1980 wurde der Vollblutstürmer mit 21 Treffern Torschützenkönig der ostdeutschen Eliteliga. Seine 122 Treffer in 294 Spielen in der höchsten Spielklasse des DDR-Fußballs werden in der Geschichte der Oberliga nur von sieben Spielern übertroffen.
Mit dem 1. FC Lok konnte er viermal den FDGB-Pokal gewinnen und schaffte 1987 mit dem Club aus dem Bruno-Plache-Stadion in Probstheida den Einzug ins Finale des Europapokals der Pokalsieger gegen Ajax Amsterdam. Aufgrund eines kurz zuvor erlittenen Rippenbruchs wurde Kühn dort nur zehn Minuten eingesetzt und konnte nichts mehr gegen die 0:1-Niederlage ausrichten. In 36 Europapokalpartien erzielte der 1,75 Meter große Angreifer neun Tore.
Ab Jahresbeginn 1989 ließ er seine Karriere bei der BSG Chemie Böhlen in der Zweitklassigkeit ausklingen. Mit dem Team vom Stadion an der Jahnbaude schaffte er in der Ligawendesaison den Aufstieg in die Oberliga. Dort spielte er letzten eigenständigen Saison des ostdeutschen Erstligafußballs beim FC Sachsen Leipzig, nachdem kurz zuvor BSG Chemie Leipzig mit der Betriebssportgemeinschaft aus Böhlen fusioniert hatte.

### Auswahleinsätze
Als hoffnungsvoller Juniorenspieler im Lok-Trikot spielte er sich in die Notizbücher der Auswahltrainer des DFV. Mit der DDR-U-18 weilte Kühn zweimal beim UEFA-Juniorenturnier, der inoffiziellen Europameisterschaft in diesen Jahren: 1973 wurden die Ostdeutschen in Italien Zweiter und 1974 war in Schweden nach der Vorrunde Endstation.
Der Stürmer absolvierte er 28 Einsätze in der Nachwuchsnationalelf der DDR. Nach 0:1 und 4:4 mit zwei Kühn-Treffern gegen die jugoslawische Vertretung in den Finalspielen holte sich das DDR-Team 1978 die Vizeeuropameisterschaft beim kontinentalen U-21-Championat.
In Moskau gewann der Lok-Angreifer mit der ostdeutschen Olympiaauswahl bei den Olympischen Sommerspielen 1980 die Silbermedaille im Fußballturnier. Für die A-Nationalmannschaft bestritt Kühn zwischen Herbst 1978 und Frühjahr 1983 insgesamt 13 Spiele und erzielte fünf Tore.

## Trainerlaufbahn
Von 2002 bis 2010 arbeitete Dieter Kühn zusammen mit seinem ehemaligen Mannschaftskameraden Wolfgang Altmann als Trainer beim sächsischen Landesligisten Kickers 94 Markkleeberg.

## Trivia
Mit seinen Mannschaftskameraden wurde er 1980 für den Gewinn der Silbermedaille bei den Olympischen Spielen mit dem Vaterländischen Verdienstorden in Bronze ausgezeichnet.